# أوستال
أوستال هي شركة بناء سفن عالمية مقرها أستراليا ومقاول دفاعي رئيسي متخصص في تصميم وبناء ودعم السفن الدفاعية والتجارية. تشمل مجموعة منتجات أوستال السفن البحرية، وعبارات الركاب والمركبات عالية السرعة، وسفن المرافق المتخصصة، مثل مزرعة الرياح البحرية للسلاحف وسفن نقل الطاقم.
تمتلك شركة أوستال ثلاث مرافق رئيسية لبناء السفن. تم تصميم وبناء السفن الدفاعية في هندرسون، أستراليا الغربية وموبايل، ألاباما. يتم بناء السفن التجارية في بالامبان، الفلبين. يتم توفير دعم السفن من خلال مراكز الخدمة الموجودة في داروين وكيرنز وهندرسون في أستراليا ؛ سان دييغو، كاليفورنيا ؛ بالمبان، الفلبين ومسقط، عمان. يقع المقر الرئيسي للشركة في موقع مشترك في منشأة بناء السفن الأسترالية التابعة لشركة أوستال في هندرسون.
اعتبارًا من 2017 صممت أوستال وشيدت أكثر من 260 سفينة للعديد من قوات الدفاع ومشغلي الأساطيل التجارية. يشمل العملاء التاليين وهم: قوة الحدود الأسترالية، كوندور للعبارات، مولسلينجين، البحرية الملكية الأسترالية، البحرية السلطانية العمانية، بحرية الولايات المتحدة.

## مراج
1. 1 2 3 4  وصلة مرجع: https://www2.asx.com.au/markets/trade-our-cash-market/directory. الوصول: 18 نوفمبر 2021.
2. ↑  "What We Do" (بالإنجليزية). Austal. 21 Nov 2014. Archived from the original on 2017-04-01. Retrieved 2017-05-08. Austal is a global shipbuilder, defence prime contractor and maritime technology partner [...]؛ designing, constructing and supporting [...] defence and commercial vessels [...]
3. ↑  "Ships" (بالإنجليزية). Austal. 5 Jan 2015. Archived from the original on 2017-03-31. Retrieved 2017-05-08. Since 1988, Austal has been designing, constructing and supporting commercial vessels (including passenger ferries, vehicle passenger ferries, offshore and windfarm vessels) [...]
4. ↑  "Service Centres" (بالإنجليزية). Austal. 21 Nov 2014. Archived from the original on 2017-04-01. Retrieved 2017-05-08.
5. ↑  "Production Facilities" (بالإنجليزية). Austal. 21 Nov 2014. Archived from the original on 2017-04-01. Retrieved 2017-05-08. With shipyards in Australia, the United States of America and the Philippines, Austal is [...]
6. ↑  "Our Customers" (بالإنجليزية). Austal. 4 Nov 2014. Archived from the original on 2017-04-01. Retrieved 2017-05-09. Austal has designed and constructed over 260 vessels for over 100 clients in 50 countries, since 1988. Our customers include [...] commercial and defence fleet operators [such as] the U.S. Navy, Australian Border Force and Condor Ferries.

## روابط خارجية
- موقع أوستال الرسمي
- القائمة الكاملة للسفينة النمساوية